# تصنيف صناعي قياسي دولي لجميع النشاطات الاقتصادية
التصنيف الصناعي القياسي الدولي لجميع النشاطات الاقتصادية (اخنصار بالانجليزية: ISIC): هو إطار تنظيمي تابع للأمم المتحدة لتصنيف الأنشطة الاقتصادية على مستوى عالمي . ويصفه «قسم الإحصائيات التابع للأمم المتحدة» في البنود التالية:
يستخدام التصنيف الصناعي القياسي الدولي لجميع النشاطات الاقتصادية (ISIC) بشكل واسع على المستويين الوطني والدولي، لتصنيف البيانات حسب نوع النشاط الاقتصادي. يُعد هذا التصنيف أداة  رئيسية  في تحليل مجالات متعددة مثل :الإنتاج والتوظيف والناتج المحلي الإجمالي، والعديد من الجوانب الإحصائية الأخرى.
كما أنه يلعب دورًا محوريًا في دراسة الظواعر الاقتصادية وإجراء  المقارنات بين البيانات الدولية. إضافة إلى ذلك، يُوفّر ISIC إرشاد تسهم في تطوير التصنيفات الوطنية وتعزيز تطوير أنظمة إحصائية وطنية  متسقة ومعترف بها عالميًا.

## أهداف التصنيف
1. وحيد التصنيفات الدولية: يُعتبر ISIC أساسًا مشتركًا يُستخدم عالميًا لتصنيف الأنشطة الاقتصادية بطريقة موحدة، مما يسهل إجراء التحليلات والمقارنات بين الدول.
2. إطار تنظيمي: يُساعد على جمع وتحليل البيانات الاقتصادية والاجتماعية بطريقة منظمة ومتسقة.
3. تعزيز التفاهم الدولي: يُتيح إجراء مقارنات دقيقة وشفافة للبيانات الاقتصادية بين مختلف الدول والمناطق.
4. تطوير الأنظمة الوطنية: يُقدّم إرشادات للدول لتطوير تصنيفات وطنية متوافقة مع المعايير الدولية.[3]

## تطبيقاته
- يستخدم في القطاعات الحكومية لتحديد الصناعات المختلفة.
- يساعد المؤسسات الدولية مثل البنك الدولي وصندوق النقد الدولي في إعداد تقارير اقتصادية موثوقة.
- يعتمده الباحثون في مجالات الاقتصاد والإحصاء كمرجع قياسي.

## الإصدارات الرئيسية
يتضمن ISIC نسخًا متعددة تم تحديثها على مر العقود، حيث بدأت أول نسخة عام 1948، وأُطلقت النسخة الأحدث (Rev.4) عام 2008. وتُركّز الإصدارات الحديثة على الأنشطة الاقتصادية الناشئة، مثل الاقتصاد الرقمي والطاقة المتجددة.

## مقارنة مع التصنيفات الأخرى
بالإضافة إلى التصنيف الصناعي القياسي الدولي لجميع النشاطات الاقتصادية (ISIC)، تُستخدم أنظمة تصنيف أخرى على المستوى الإقليمي والدولي لتنظيم الأنشطة الاقتصادية، ومنها:
- نظام تصنيف الأنشطة الاقتصادية في الاتحاد الأوروبي (NACE):  هو النظام المستخدم في الاتحاد الأوروبي، ويُعتبر نسخة مشتقة من ISIC مع تعديلات خاصة لتلبية احتياجات الدول الأعضاء في الاتحاد. يتميز NACE بتفصيلات إضافية على مستوى الأنشطة الفرعية، مما يجعله أكثر ملاءمة للتطبيق داخل السياق الأوروبي.[4]
- نظام تصنيف الأنشطة الصناعية في أمريكا الشمالية (NAICS):  يُستخدم في كندا والمكسيك والولايات المتحدة لتوحيد تصنيف الأنشطة الاقتصادية عبر منطقة التجارة الحرة لأمريكا الشمالية. يتميز NAICS بتركيزه على القطاعات الناشئة، مثل تكنولوجيا المعلومات والخدمات الرقمية، مع تقديم مستويات تفصيلية متعددة تتناسب مع احتياجات دول أمريكا الشمالية.[5]

## أوجه التشابه والاختلاف
- التوافق مع ISIC: كلا النظامين NACE وNAICS يعتمد على هيكل ISIC كأساس، لكنهما يقدمان تعديلات محلية لتلبية احتياجات المناطق التي يُستخدمان فيها.
- التفصيل: يحتوي NACE على مستويات تفصيلية إضافية مقارنة بـ ISIC، بينما يُركز NAICS بشكل خاص على القطاعات الاقتصادية الحديثة.
- التطبيق الجغرافي: يُستخدم ISIC عالميًا، في حين أن NACE وNAICS محدودان بأقاليم معينة.

## أهمية وجود تصنيفات متعددة
يساهم وجود تصنيفات متعددة في تلبية احتياجات تحليل البيانات الاقتصادية الخاصة بمناطق معينة، مع توفير مرونة لتصنيف الأنشطة الاقتصادية الجديدة. ومع ذلك، تُعتبر مواءمة هذه الأنظمة مع بعضها البعض ضرورية لتحسين المقارنة الدولية بين البيانات الاقتصادية.

## وصلات خارجية
لحصول على الرموز والهيكل التفصيلي للتصنيف، يمكنك زيارة موقع إحصاءات الأمم المتحدة